# 斯里兰卡绿鸠
为鸠鸽科绿鸠属的鸟类。分布于斯里兰卡，一般栖息于热带雨林、多见于乔木上以及也栖于灌木丛间。该物种的模式产地在斯里兰卡。
斯里兰卡绿鸠 体重约234克，翼长约150.5毫米，嘴峰长约18.6毫米，喙宽度约4.9毫米，喙厚度约6毫米，跗蹠长约22毫米，尾长约84.6毫米。斯里兰卡绿鸠 在其分布区内为留鸟，其栖息在半开放的高大树木组成的森林中，食性为草食性，主要食物来源是水果。

## 保护
- 中国国家重点保护动物等级：二级